# Dousman
Dousman és una població dels Estats Units a l'estat de Wisconsin. Segons el cens del 2000 tenia 1.584 habitants.

## Demografia
Segons el cens del 2000, Dousman tenia 1.584 habitants, 575 habitatges, i 393 famílies. La densitat de població era de 497,2 habitants per km².
Dels 575 habitatges en un 39,7% hi vivien nens de menys de 18 anys, en un 49% hi vivien parelles casades, en un 15% dones solteres, i en un 31,5% no eren unitats familiars. En el 24,7% dels habitatges hi vivien persones soles el 9,9% de les quals corresponia a persones de 65 anys o més que vivien soles. El nombre mitjà de persones vivint en cada habitatge era de 2,58 i el nombre mitjà de persones que vivien en cada família era de 3,11.
Per edats la població es repartia de la següent manera: un 27,7% tenia menys de 18 anys, un 7,6% entre 18 i 24, un 32,4% entre 25 i 44, un 16,9% de 45 a 60 i un 15,3% 65 anys o més.
L'edat mediana era de 35 anys. Per cada 100 dones de 18 o més anys hi havia 86,9 homes.
La renda mediana per habitatge era de 46.944 $ i la renda mediana per família de 53.409 $. Els homes tenien una renda mediana de 40.677 $ mentre que les dones 30.882 $. La renda per capita de la població era de 21.722 $. Aproximadament el 3% de les famílies i el 4,5% de la població estaven per davall del llindar de pobresa.

## Poblacions més properes
El següent diagrama mostra les poblacions més properes.